# 雪铁龙C4
雪铁龙C4是一款法国雪铁龙汽车制造商于2004年秋季发布的紧凑型轿车。C4是雪铁龙塞纳的继任者。C4的底盘设计与2007年推出的标致308。2008/09年度对车头的外形，倒车灯和仪表板进行了重新修订。在2010年1月，雪铁龙宣布将以新的雪铁龙DS4替代C4轿跑版。在2005年欧洲年度风云车评选C4排在第二位。

## 第一代 - 雪铁龙C4 I

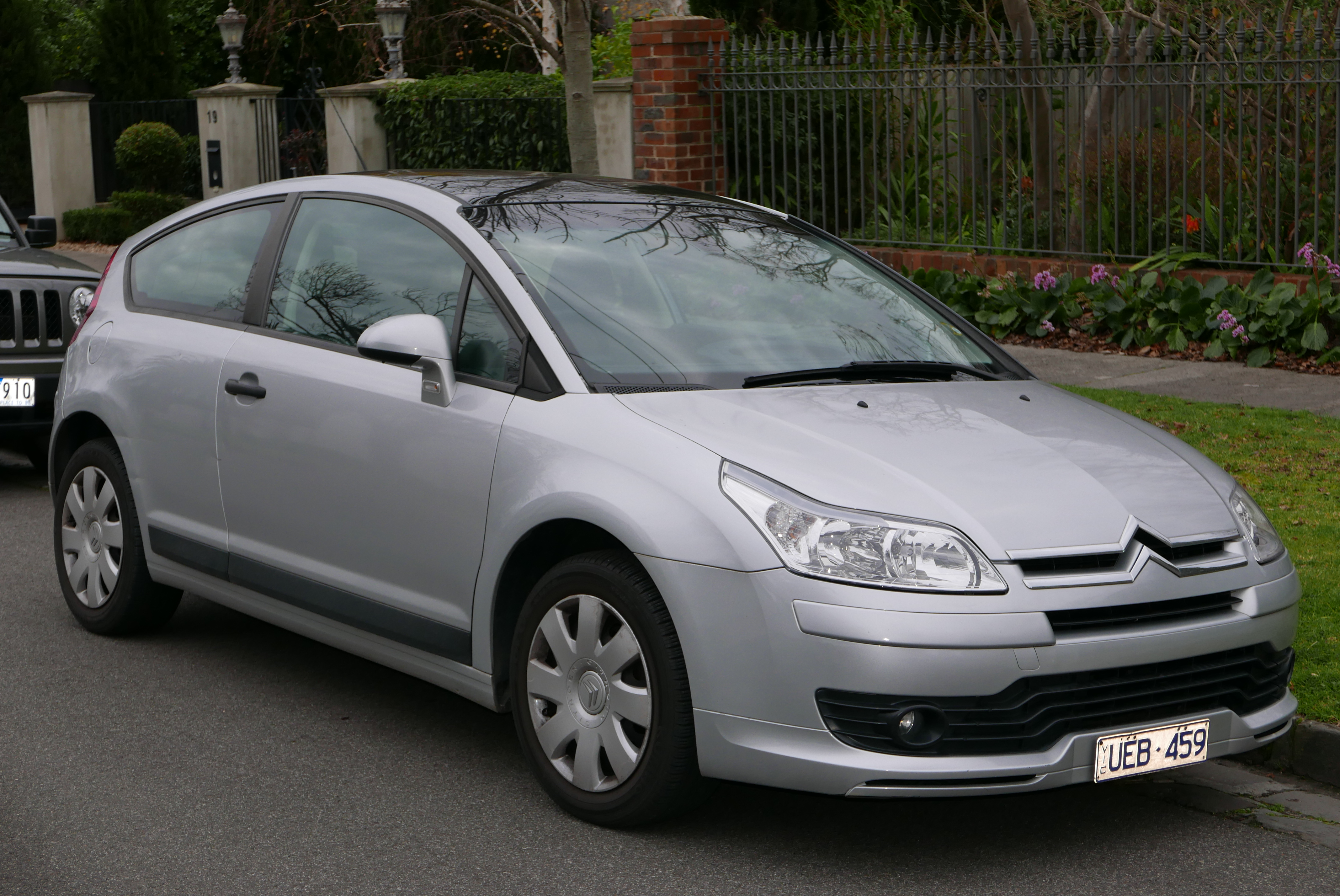
重新设计外观的C4

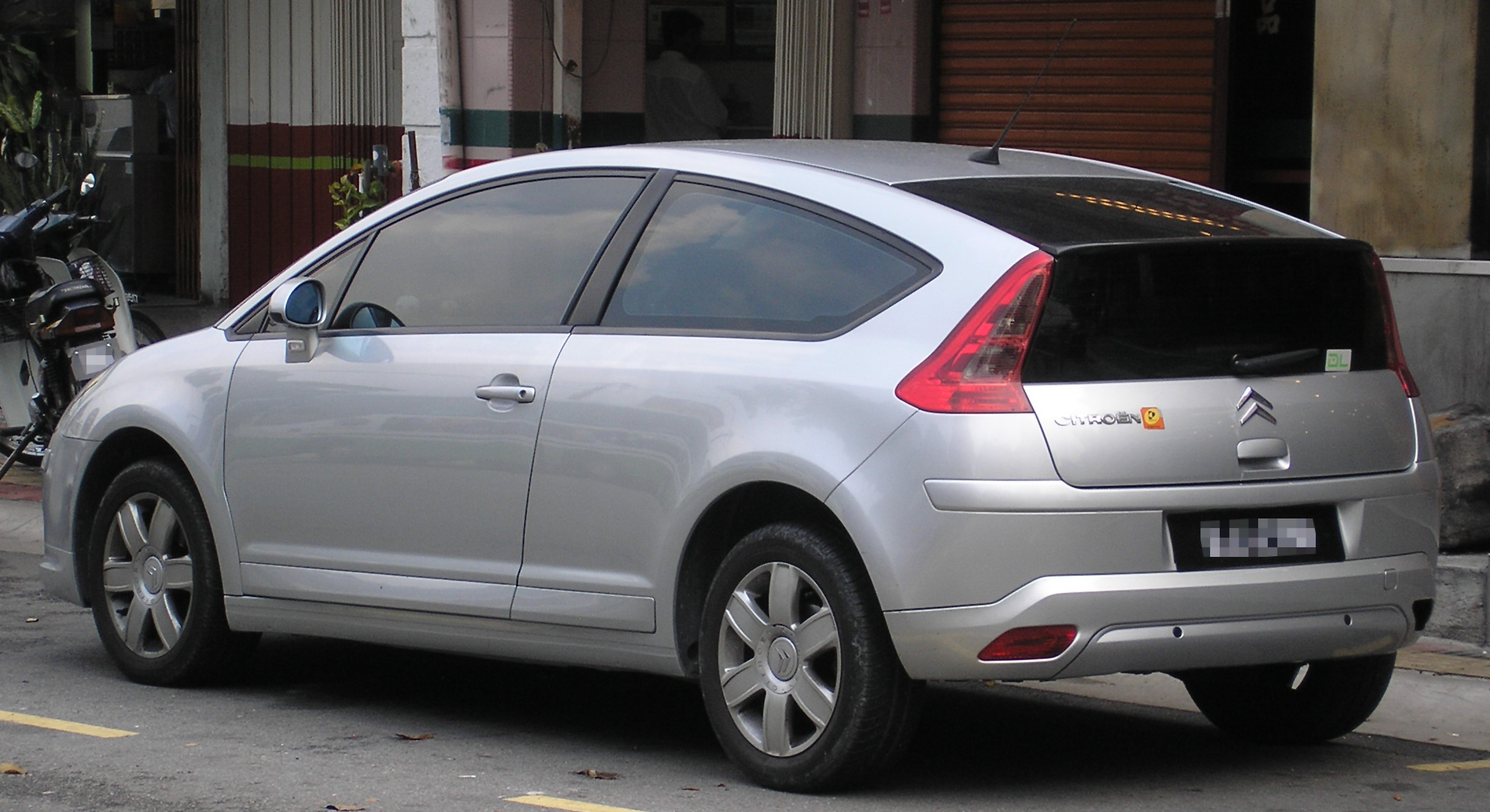
雪铁龙C4轿跑版后视

可用的车身样式，包括3门轿跑版/两厢车和五门掀背车。另外在阿根廷生产与销售的5门轿车版本，与3门版同时销售。针对巴西和匈牙利市场出口C4 Pallas，对土耳其和希腊市场出口C4 Berline，对西班牙出口的C4轿车。2005/06年一个内置四门轿车版本在中国生产与销售，被称为雪铁龙凯旋。2008年开始，C4五门掀背车以东风雪铁龙世嘉的名义正式在中国投放市场。次年，一款车尾经过重新设计的4门轿车版本也以同样的名称在上海车展发布。以上三款中国车型均由武汉的神龙汽车生产销售。由于凯旋销售业绩持续低迷以及不成功的尾部设计，另外定位类似的新款雪铁龙C5正是在中国投产，2010年开始凯旋正式停产，其市场定位在2012年由C4L取代。
此外还有七人座紧凑型MPV版本大雪铁龙C4毕加索于2006年推出，而五座C4毕加索是在2007年推出。
一个基于轿跑车车身的面包车版本投入到了包括爱尔兰在内的一些市场。

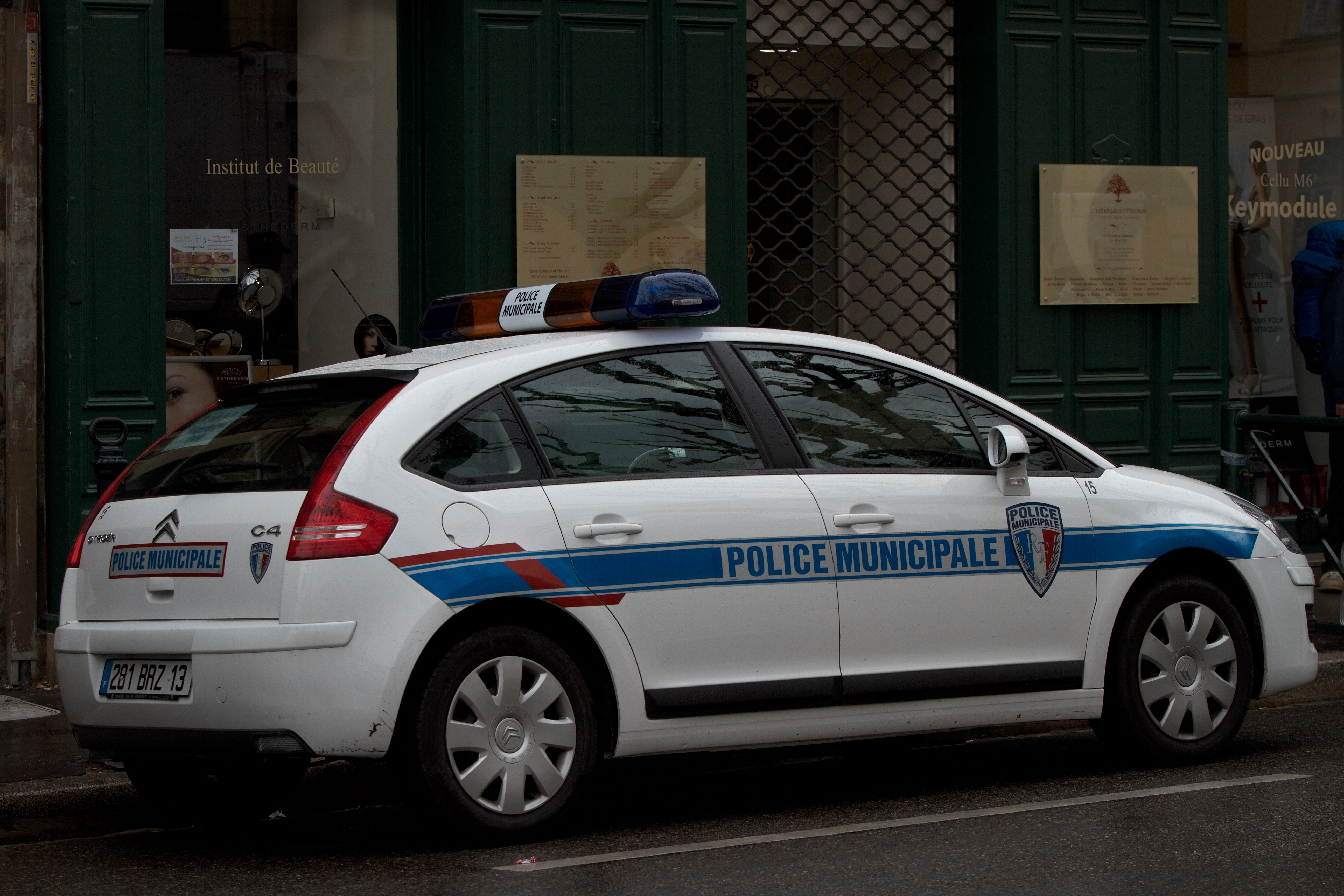
法国普罗旺斯地区艾克斯市立警察使用的 C4

### 替代动力车型

#### 乙醇燃料动力
雪铁龙C4 BioFlex是C4的乙醇燃料版本。

#### 电动版本

##### Hybride HDi
雪铁龙C4 Hybride HDi的是一种混合型的柴油电动车。标致雪铁龙集团已在2010年将Hybride HDI车辆投放市场市场。

##### HYmotion2
包含在在混合动力汽车的战略HYmotion中。

##### 雪铁龙C4  WRC Hybrid 4
雪铁龙C4  WRC Hybrid 4的是一款电动汽车。

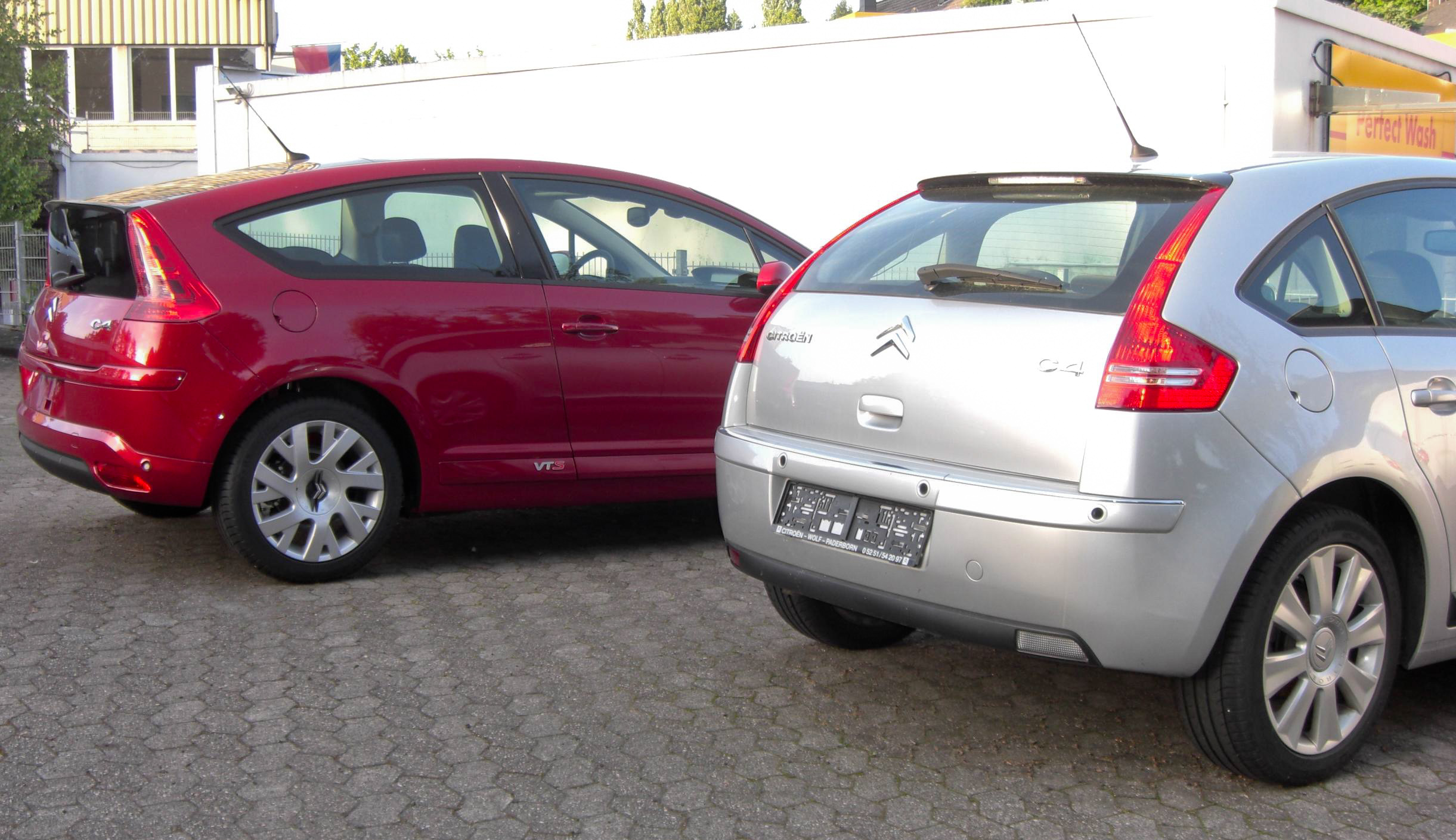
C4五门掀背车与C4轿跑(后侧)

### 概述
试驾者形容其是雪铁龙集团自20世纪90年代采用保守设计（雪铁龙ZX，雪铁龙Saxo）以来，恢复采用更加大胆和标新立异的设计方案。Donato Coco为C4设计了独特的外观造型。三门版C4的奇特尾部造型，带回了许多对1995年版马自达323 C BA三门版和早期的本田CRX的回忆。C4不是雪铁龙第一次使用这个称号，雪铁龙在1928年以前也生产过一款被称为C4的车型。

### 技术
C4的一个主要的卖点是其对新技术的广泛运用。例如，未来的汽车的一些功能，“车道偏离警告系统”（仅在顶级配置的“Exclusive”模式下有效），它将在未使用转向灯并且车辆偏离行车道路标记时提醒司机；指向大灯；集成到通风系统中的香水喷洒机；半透明的仪表板与全透明玻璃车顶; ESP（电子稳定程序），和一个中心固定的多功能方向盘，它可以在驾驶员双手不离开方向盘的前提下操作汽车的部分功能。固定中心的方向盘，也使得第一种特制的驾驶员安全气囊得以生产使用。由于方向盘中心保持恒定的位置，安全气囊可以最佳状分散到尽可能大的面积内，从而在碰撞中最大限度的分担驾驶员身体负担，因而减少受到严重伤害的机会。此外，这款车的一个特点是集中安装的创新半透明液晶(LCD)显示里程表，在所有照明条件下均清晰可见。
令人惊讶的是，由于技术的发展，该车配备有车载娱乐设备，并通过控制器区域网络（CAN）总线集成到汽车的信息系统，但不支持數碼聲音廣播（DAB）功能。 MP3播放器配备有入门级和发烧级的音响系统，同时提供额外的双层隔音车窗和综合导航系统支持。在2007年9月，一个USB盒配件（编号：9702.EZ）被安装在车内，可以使用RD4无线电标准与iPod连接。
雪铁龙C4没有装备其独具特色的Hydractive悬挂，这些配置被更高级别的车型所保留，如C5和C6。C4的毕加索版则可以装备一个气动后悬架。
在独具特色的外观下，C4采用与标致307相同的机械设计。有趣的是，它的基础可以追溯到1991年的雪铁龙ZX，并装备更多的电子设备，尽管在ZX与C4之间雪铁龙还发展过赛纳。

## 第二代(2010–至今)

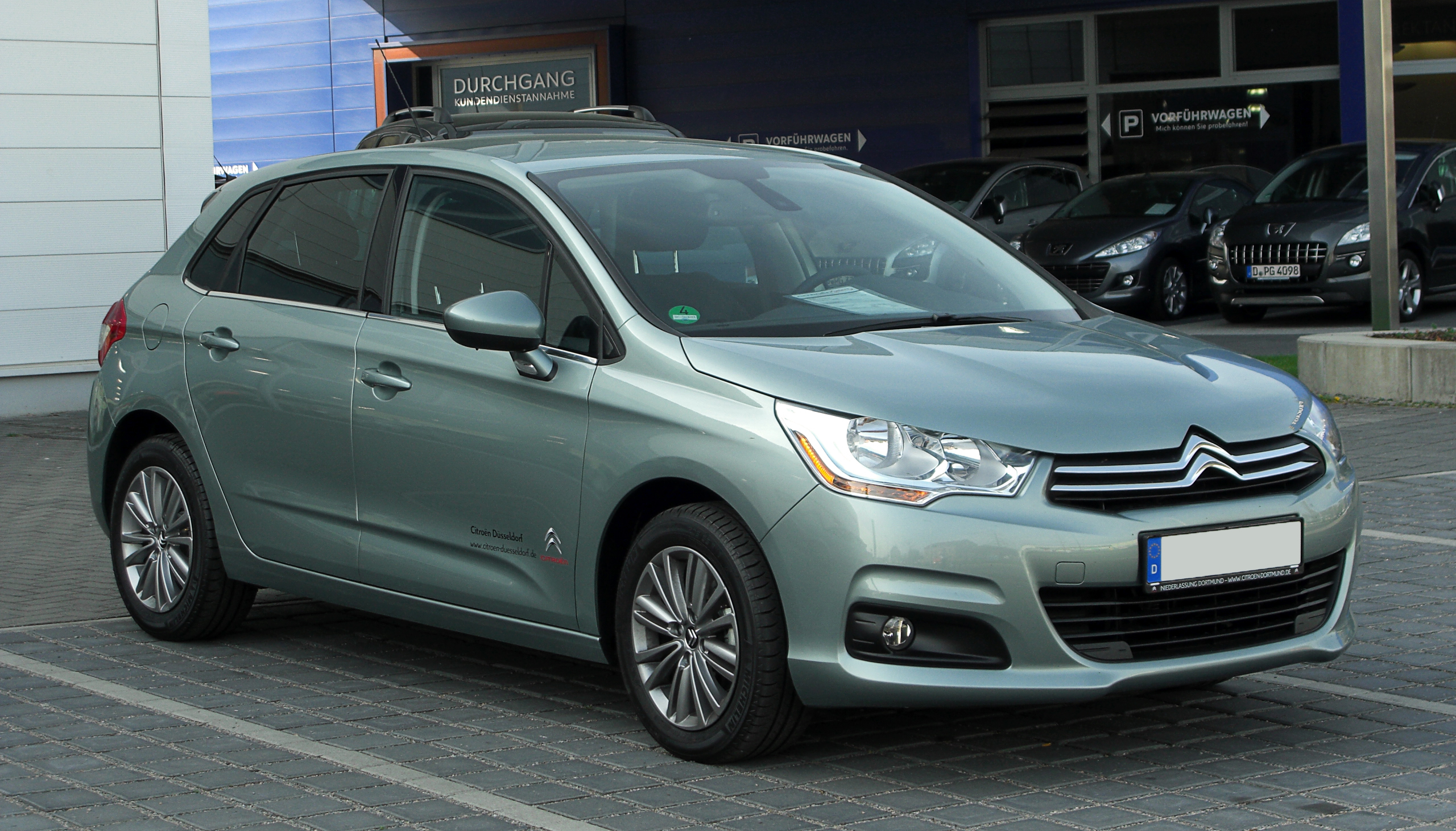
2011款雪铁龙C4 1.6 HDi 110 PS

第二代雪铁龙C4于2010年7月在巴黎车展发布。当时仅发布了一款5门掀背版。3门轿跑版被新款雪铁龙DS4取代。2012年4门三厢轿车版发布，加长轴距至2710mm，并命名为C4 L。

### 设计
与前代设计相比，法国人对新车采用了一个更醒目且稳重的外观设计。相较于一般情况，线条少了些许圆润，车首采用大面积带有侵略性的线条构成，菱角分明。由中央雪铁龙标志延伸所形成的巨大的前格栅清晰可见。引擎盖有两个纵向折现，显得很有侵略性。而保险杠也是同样的风格，并有一个相当大的嘴巴，两侧的两个插槽布置有两个空气进气口和雾灯。嘴巴是散热器格栅。
侧面看，车身有两条纵向折线，一条在门把手上方，另一条在车身底部。车身尾部有大量线条延生到车体侧面和车顶。也在这里，大块的保险杠使车辆后部给人一种力量感，但同时它提高了抗闯击能力。第二代C4仪表盘的特点是深浅不同的蓝色背光，结合了模拟和数字技术。仪表盘永远保持显示的状态，造型也非常现代，并配有一些折线尤其是在顶部，与车身外部的线条相呼应。方向盘也不同于第一代的中央固定式。座椅采用动感的设计，带软垫的侧翼，但仅提供很少的侧向支撑。沙发是整体式的，是常规的60-40模式。行李厢可提供高达408升的标准，放倒后排座椅靠背最多可扩充至1183升。

### 发动机
第二代C4提供特定的低滚动阻力轮胎，每个车胎含有200公斤的聚合物，其中约30公斤是环保材料。MK2 C4或C4-II的结构，是从第一代演生过来，部分甚至没有做出改变，但也有一些新的特点。为了让车更舒适，车辆的悬挂相较于以前的C4已略作修改。此外，新的套管使用了更多的橡胶。前部使用通风盘式刹车，并且全系列配有ABS和ESP。机架和小齿轮转向是来自前代的C4电动液压执行器。发动机系列包括三款汽油发动机和4款柴油发动机：
- 1.4 VTI：1397cc，95 PS;
- 1.6 VTI：1598cc，120 PS;
- 1.6 THP：1598cc，涡轮增压，155 PS;
- 1.6 HDi：1560cc，90 PS;
- 1.6 HDi 16V：1560cc，110 PS;
- 1.6 e-HDi 16V：1560cc，110 PS，电子启停系统;
- 2.0 HDi 16V：1997cc，150 PS

e-HDi的发动机是首次装备在C4（包括同一时期的C4毕加索）并搭配6速自动变速箱，就像1.6L THP发动机一样。其他发动机则配备手动5速变速器（1.4 VTI，1.6 VTI和92马力的1.6 HDi）或6速（112马力的1.6 HDi和2.0 HDi）。 1.6 VTI也可与4速自动变速器搭配使用。

## 海外车型

### 凯旋
凯旋是一款本地生产加长版C4。该车采用2.71米的轴距，车长由4.26米延长至至4.80米，后备箱空间由200升提升到513升。2006年，该车在深圳进行了发布仪式。
采用类似的布局的车型于2007年开始投放阿根廷等南美市场，并在欧洲南部市场销售，包括西班牙。在推出以来，根据国家配备有不同的装饰，并有两款汽油发动机以供选择：110马力1.6升16V和143马力2.0升16V汽油发动机。而在巴西还有两款HDi柴油发动机也可供选择：110马力的1.6升HDi FAP和135马力2.0升HDI。
2010年，凯旋停产。

### C4L
雪铁龙C4L是2012年底全球首发的一款加长版紧凑型轿车。作为凯旋的替代车型，目前仅供应中国和俄罗斯市场，并准备投放南美。

### 世嘉
2009年4月在上海车展上，雪铁龙推出了世嘉三厢版。该车设计与凯旋不同，其前部采用2008年改款雪铁龙C4的设计。汽油发动机则与凯旋相同：110马力1.6升16V和143马力2.0升16V汽油发动机。
2011年，世嘉根据第二代C4的外观发布了2012款世嘉。

## C4在拉力赛中的表现
万众瞩目的C4世界汽车拉力赛车型（WRC），在2004年首次由两次世界拉力赛冠军赛恩斯进行了短期的测试。该车型旨在取代赢得多个世界汽车拉力锦标赛殊荣的雪铁龙赛纳WRC车型。并计划于2005年年底首次亮相。然而PSA集团的决定放弃了这次发布，导致雪铁龙和同一集团下的标致放弃了2005年之后的赛季。
然而，在2007赛季复出C4 WRC重新走到世人面前。然后，三次世界冠军塞巴斯蒂安·勒布作为官方的第一车手，和他2006年开始共事的并令人印象深刻的西班牙队友2005年初级世界拉力赛冠军（JWRC）达尼·索尔多（Dani Sordo），均驾驶新款赛车参赛。C4 WRC在2007年蒙特卡洛拉力赛首次亮相，两辆C4便包揽了1-2名，勒布领先索尔多获得胜利。勒布随后包揽了2007年，2008年，2009年和2010年世界拉力赛的车手总冠军，雪铁龙也在2008年，2009年和2010年获得了车队总冠军。
在2009赛季，雪铁龙的卫星车队雪铁龙青年队有叶夫根·诺维科夫和康拉德·劳顿巴赫各驾驶有C4 WRC，以及2008年世界青年冠军塞巴斯蒂安·奥吉尔驾驶的也是C4 WRC。 2010赛季，车队决定让奥吉尔和2007年一级方程式赛车世界冠军雷克南驾驶C4 WRC参加当年的世界拉力赛。 2003年世界拉力赛冠军索伯格的私人团队也拥有C4 WRC，并参加了2010年的赛事。
在2008年巴黎车展的雪铁龙公司也推出了混合动力概念的WRC赛车，雪铁龙C4 WRC Hymotion4使用一个类似标致908 HY的KERS系统。
| 獎項           | 獎項                                               | 獎項                             |
| -------------- | -------------------------------------------------- | -------------------------------- |
| 前任： {{{1}}} | 汽车赛 世界拉力锦标赛赛车年度冠军 2008, 2009, 2010 | 繼任： 雪铁龙DS3WRC (2011, 2012) |

## 相关车型
- 标致307
- 标致308
- 标致408